# Spilosoma sinefascia
Spilosoma sinefascia är en fjärilsart som beskrevs av George Francis Hampson 1916. Spilosoma sinefascia ingår i släktet Spilosoma och familjen björnspinnare. Inga underarter finns listade i Catalogue of Life.